# ¡Ala... Dina!
¡Ala... Dina! es una serie de televisión española emitida por La 1 de Televisión Española desde el 4 de enero de 2000 hasta el 25 de diciembre de 2002.
El 4 de julio de 2011 la serie se repuso y se emitió por la cadena TDT generalista 13TV.

## Sinopsis
La serie narra las peripecias de Dina (Paz Padilla en la primera y segunda temporada, Miriam Díaz Aroca en las siguientes), una genio que tras 400 años encerrada en una lámpara es liberada y se integra en la familia de Tomás (Gary Piquer), un viudo con dos hijos, Eva (Lidia San José) y Álvaro (José Gonzálvez), donde es contratada como empleada.
Cuando descubren los poderes de Dina, le prohíben que los utilice. Pese a ello, Dina recurre a sus capacidades sobrenaturales a la mínima ocasión.
En la temporada siguiente, se incorporan nuevos personajes como Rosi, la cocinera (Nathalie Seseña) o doña Dolores, la dueña de una tienda de ultramarinos (Carmen Segarra).
El amor que Dina siente por Tomás hará que su cuerpo se transforme. Un día amanece invisible y cuando vuelve a aparecer está encerrada en otro cuerpo. De este modo, los guionistas justificaron el cambio Paz Padilla por Miriam Díaz Aroca para el personaje de Dina.
En el episodio La Boda, emitido el 23 de julio de 2001, Dina y Tomás por fin contraen matrimonio. Después nacerá Dinita, la hija de ambos.
En octubre de 2001 se anuncia que TVE empieza a grabar la que será la última temporada de la serie debido a las bajas audiencias que lleva cosechando el cambio de actriz protagonista en los últimos capítulos. En la última temporada, que se inició el 9 de enero de 2002, se incorporaron nuevos personajes, como la malvada Emperatriz Igartíbula (Anne Igartiburu).
Esta quinta y última temporada fue interrumpida el 5 de febrero dejando los tres últimos capítulos que cerraban la serie por emitir debido a que la audiencia había bajado de una forma alarmante. Los nuevos capítulos se emitieron en las navidades de 2002 y con el episodio titulado La lámpara de Dinita finalizó la serie.

## Datos técnicos y artísticos
La serie, emitida por Televisión Española, está basada en una idea original de Paco Arango. Estaba dirigida por José Pavón y Rafael de la Cueva, y producida por Cartel.
Se estrenó el 4 de enero de 2000. Fue el programa más visto de televisión en España el día de su estreno, con 4.913.000 espectadores y un 27,8% de cuota de pantalla.
La serie dejó de emitirse el 25 de diciembre de 2002.
La actriz Paz Padilla se mantuvo en el reparto hasta el episodio emitido el 14 de mayo de 2001. Después sería sustituida para el mismo papel por Miriam Díaz Aroca, ambas intérpretes coincidirían posteriormente en Mis adorables vecinos.
Paz Padilla fue nominada como mejor actriz a los Premios ATV 2000.

## El regreso de ¡Ala...Dina!
El 11 de octubre de 2015 en una entrevista realizada a Paz Padilla (Dina), la actriz declaró que Paco Arango, productor y director de la serie, se había puesto en contacto con ella y con el resto de actores de la serie original para producir la secuela del regreso de ¡Ala...Dina!.
El 30 de octubre del mismo año, cuando la actriz Lidia San José (Eva) fue preguntada por este suceso, ella lo afirmó pero declaró que había sido una vuelta fallida ya que finalmente no regresaría la serie, aunque ya estaban escritos algunos de los primeros capítulos. Ella misma confesaba que en la nueva serie su personaje iba a ser madre con Chemita.

## Episodios y Audiencias
Anexo:Episodios de ¡Ala...Dina!

### Temporadas
| Temporada | Temporada | Episodios | Estreno                  | Final                   | Audiencia media | Audiencia media | Audiencia media |
| Temporada | Temporada | Episodios | Estreno                  | Final                   | Espectadores    | Cuota           |                 |
| --------- | --------- | --------- | ------------------------ | ----------------------- | --------------- | --------------- | --------------- |
|           | 1         | 29        | 4 de enero de 2000       | 14 de julio de 2000     | 4 430 000       | 24,7%           |                 |
|           | 2         | 14        | 5 de febrero de 2001     | 14 de mayo de 2001      | 4 005 000       | 25,7%           |                 |
|           | 3         | 5         | 21 de mayo de 2001       | 18 de junio de 2001     | 3 267 000       | 21,1%           |                 |
|           | 4         | 6         | 10 de septiembre de 2001 | 15 de octubre de 2001   | 2 734 000       | 21,7%           |                 |
|           | 5         | 8         | 8 de enero de 2002       | 25 de diciembre de 2002 | 2 436 000       | 16,0%           |                 |
| Total     | Total     | 63        | 2000                     | 2002                    | 3 274 000       | 21,8%           |                 |

## Reparto

### 1.ª temporada
Comienzan en la serie
- Paz Padilla como Dina Alá Alá.
- Gary Piquer como Tomás García León.
- Lidia San José como Eva García León.
- José Gonzálvez como Álvaro García León.
- Mari Carmen Ramírez como Lucrecia García León.
- Darío Paso como José María Álvarez de Laredo y Robles de Sanchicorto "Chemita".
- Verónica Mengod como Paloma Velázquez.
- Santiago Urrialde como Shazim.
- Alfonso Vallejo como Rogelio Lamar y Rodríguez.
- Eduardo MacGregor (†) como Rashid, abuelo de Dina.
- Sandra Gómez como Sandra Pineda.
- Alejandro Rello como Bolita Cabeza de Vaca.
- Michael Reckling como Sr. Kruger

Cameos
- José Ribagorda como presentador de informativos (1x01).
- Jaroslaw Bielski como Ruso (1x05).
- Eduardo Gómez como Retrete (1x06).
- Alessandro Lecquio como él mismo (1x07).
- Miguel Ángel Muñoz como repartidor de pizza (1x09).
- Rappel como él mismo/Mustafá (1x11).
- Asunción Balaguer como Teresa (1x13).
- Ana Obregón como Gina (1x17).
- Nacho Guerreros como repartidor mágico (1x17).
- Francisco como él mismo (1x18).
- José Conde como Daniel (1x21 y 1x22).
- Vanesa Romero como SuperLidia (1x23).
- Chiquito de la Calzada (†) como Chiquito de la Alcazaba (1x26).
- Nathalie Seseña como Rosi (1x28 y 1x29).

### 2.ª temporada
Se incorporan a la serie
- Miriam Díaz Aroca como Dina Alá Alá (desde 2x16).
- Nathalie Seseña como Rosi (apareció ya en 1x28 y 1x29 como cameo; incorporación fija).
- Elisenda Ribas (†) como Soraya, abuela de Dina.
- Lorena Díez como Geniocóloga 1.
- Vanesa Díez como Geniocóloga 2.
- Carmen Segarra como Doña Dolores.
- Cynthia de la Piedra como Dinita García León.

Abandonan la serie
- Paz Padilla como Dina Alá Alá (aparece hasta 2x15).

Cameos
- Mariano Alameda como Zoltán (2x01).
- Nacho Guerreros como Cartero (2x01).
- Juanma Cifuentes como Taxista (2x01) y Dependiente (2x06 y 2x13).
- Canco Rodríguez como Repartidor de Pizza (2x06).
- Raúl Fraire como Napoleón (2x07).
- Mayra Gómez Kemp como ella misma (2x07).
- Lorenzo Milá como él mismo (2x08).
- Ana Obregón como Gina (2x10).
- Juana Cordero como Dependienta (2x14).
- Janfri Topera como Florista (2x14).
- David Meca como él mismo (2x15).
- José Lifante como Druida (2x18).
- Paco Arango como Genio Kasim (2x18).
- Pedro Miguel Martínez como Conserge (2x18).

### 3.ª temporada
Se incorporan a la serie
- Tomás Sáez (†) como Gerardo Garrido
- Manuel Belmonte como Agapito.
- África Luca de Tena como Almudena.
- Alejandra Álvarez como Carola.
- Carlos Morote como Cristóbal de Castro y Murillo.
- José María Sacristán como Pepe Zapata.
- Andreu Castro como Ralf Plimm.
- Alfonso Sánchez como Manuel "Manu".
- Juan Miguel Cuesta como Sr. Kruger
- Lorena Bernal como Ana, profesora de Álvaro.
- Elisa Garzón como Pepa.
- Silvia Parra como Araceli.
- Paco Maldonado como Presentador de TV.

Abandonan la serie
- Michael Reckling como Sr. Kruger

Cameos
- David Civera como él mismo (3x02).
- Anne Igartiburu como Igartíbula (3x07).

## Artistas invitados
- Ana García Obregón como Gina. (T1-T2).
- Rappel como Mustaphá (T1).
- Francisco (T1).
- Alessandro Lequio como él mismo (T1).
- Chiquito de la Calzada como Chiquito De La Alcazaba (T1).
- Vanessa Romero como Lidia 2 (T1).
- Nacho Guerreros como un mensajero (T1).
- Eduardo Gómez Manzano como Inodoro (T1).
- Miguel Ángel Muñoz como Repartidor de pizzas (T1).
- Jesús Guzmán como Ángel (T1).
- Asunción Balaguer como Teresa (T1).
- José Ribagorda como él mismo (T1).
- Lorenzo Milá como él mismo (T1).
- Mayra Gómez Kemp como Presentadora del concurso (T2).
- David Meca como Él Mismo (T2).
- Mariano Alameda (T2)
- Canco Rodríguez como el repartidor de pizza (T2).
- David Civera como él mismo (T3).
- Fernando Conde como Diego de Velázquez (T3).
- Anne Igartiburu como Emperatriz Igartíbula (T4).
- Juan Camus como él mismo (T4).
- Carlos Baute como él mismo (T4.
- Natalia como ella misma (T4).